# Sparekassen Thy Arena
Sparekassen Thy Arena, tidligere Lerpytter Stadion er hjemmebane for FC Thy-Thisted Q og Thisted FC. 
Navnet Lerpytter Stadion blev i starten af 2008 opkøbt af Sparekassen Thy, så hjemmebanen i dag hedder Sparekassen Thy Arena. Stadionets kapacitet kan komme op på 6.000 med mobile tribuner. I 2008 blev der bygget en siddetribune med plads til 754. Stadionrekorden blev sat 20. september 2006 mod FC København i pokalturneringen med 5813 tilskuere.
Stadionet har en kapacitet på ca. 4000 tilskuere, et lysanlæg og varme i banen.